# Szimon Ratner
Szimon Ratner (hebr. שמעון רוטנר, Shimon Leumi (hebr. שמעון לאומי, ps. Lumek (ur. 26 lipca 1898 w Proszowicach, zm. 21 stycznia 1964 w Tel Awiwie) – izraelski piłkarz, reprezentant Palestyny, trener.

## Życiorys
Szimon Ratner urodził się w Krakowie, jednak w 1914 roku wyjechał do Wiednia, gdzie podpisał kontrakt z Hakoah Wiedeń, w którym grał do 1920 roku. Następnie wyemigrował do Palestyny – terytorium mandatowego Wielkiej Brytanii, gdzie został najpierw zawodnikiem Maccabi Tel Awiw (1920–1928), potem w Maccabi Petach Tikwa (1928–1929), w którym do 1954 roku sprawował wiele funkcji.

### Kariera reprezentacyjna
Szimon Ratner w 1930 roku wraz z nowo utworzoną reprezentacją Palestyny wyruszył w tournée do Kairu, gdzie rozegrał 4 mecze: z drużyną Kairu (0:5), w Aleksandrii z lokalnym zespołem (0:2) oraz ponownie w Kairze dwukrotnie z drużyną Armii Brytyjskiej 2:5 i 2:5 - w którym Ratner strzelił gola.

## Kariera trenerska
Szimon Ratner jeszcze w trakcie kariery piłkarskiej rozpoczął karierę trenerską. W latach 1928–1929 był grającym trenerem Maccabi Petach Tikwa, potem w latach 1929–1934 prowadził Maccabi Tel Awiw. W 1934 roku prowadził reprezentację Palestyny w dwóch meczach eliminacyjnych mistrzostw świata 1934 z reprezentacją Egiptu, jednak jego drużyna przegrała dwukrotnie (1:7, 1:4) i tym samym nie zakwalifikowała się do turnieju finałowego we Włoszech. W latach 1937–1939 był trenerem Hapoel Petach Tikwa.

## Śmierć
Szimon Ratner, który wkrótce zhebraizował swoje nazwisko na Leumi, zmarł na zawał serca 21 stycznia 1964 roku w wieku 65 lat.